# Cristóbal (Salamanca)
Cristóbal (auch: Cristóbal de la Sierra) ist ein Ort und eine Gemeinde (municipio) mit 162 Einwohnern (Stand: 2024) in der Provinz Salamanca in der Autonomen Region Kastilien-León im Westen Spaniens.

## Lage
Cristóbal liegt etwa 70 Kilometer südsüdwestlich von Salamanca und etwa 220 Kilometer westlich von Madrid in einer Höhe von ca. 870 m. Das Klima im Winter ist kühl, im Sommer dagegen durchaus warm; die eher Niederschlagsmengen (ca. 696 mm/Jahr) fallen – mit Ausnahme der nahezu regenlosen Sommermonate – verteilt übers ganze Jahr.

## Bevölkerungsentwicklung
| Jahr      | 1970 | 1981 | 1991 | 2001 | 2011 | 2021 |
| Einwohner | 333  | 302  | 252  | 267  | 196  | 159  |

Der deutliche Bevölkerungsrückgang seit den 1950er Jahren ist im Wesentlichen auf die Mechanisierung der Landwirtschaft sowie auf die Aufgabe von bäuerlichen Kleinbetrieben und den damit einhergehenden Verlust an Arbeitsplätzen zurückzuführen (Landflucht).

## Sehenswürdigkeiten
- Martinskirche (Iglesia de San Martín)

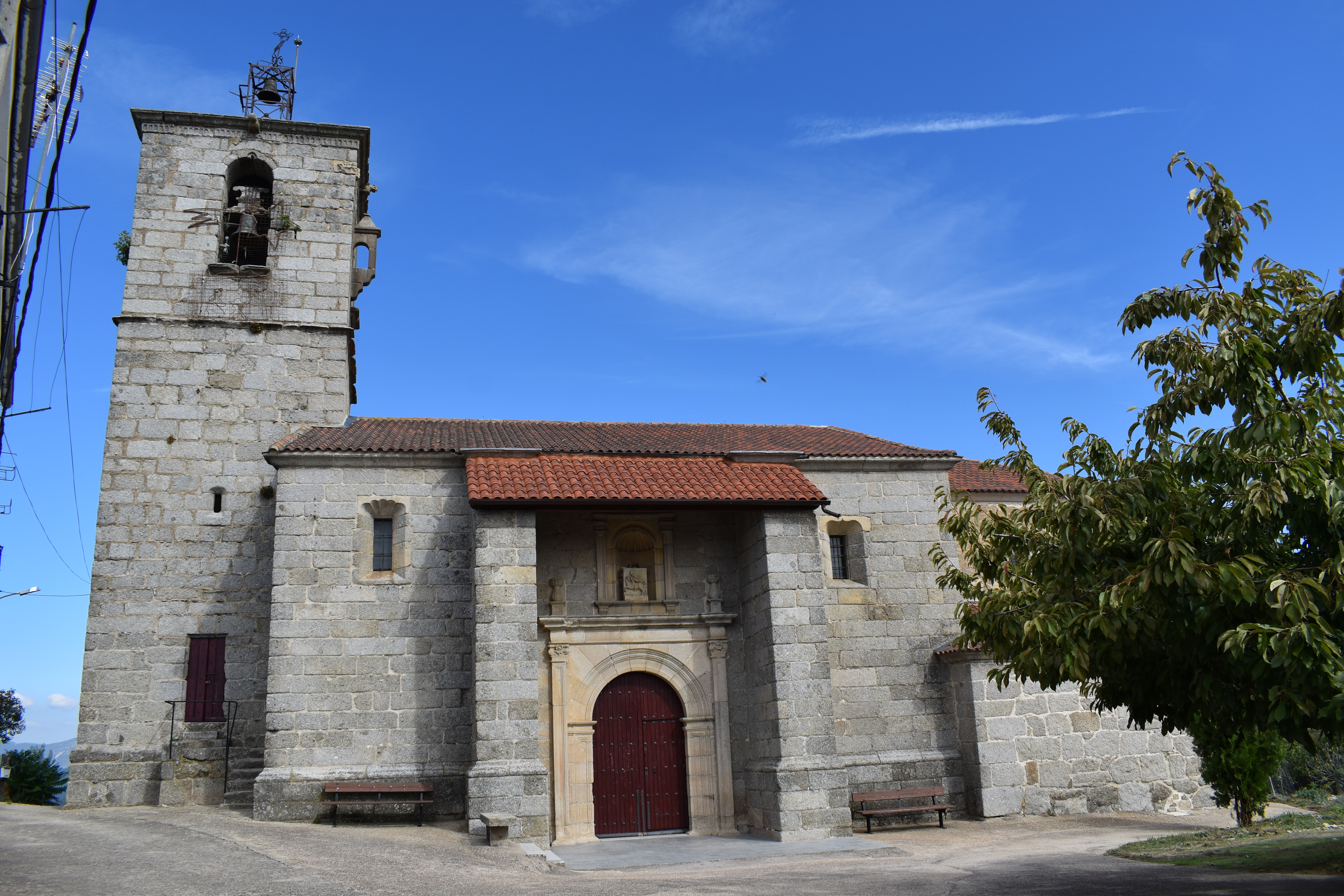
Martinskirche
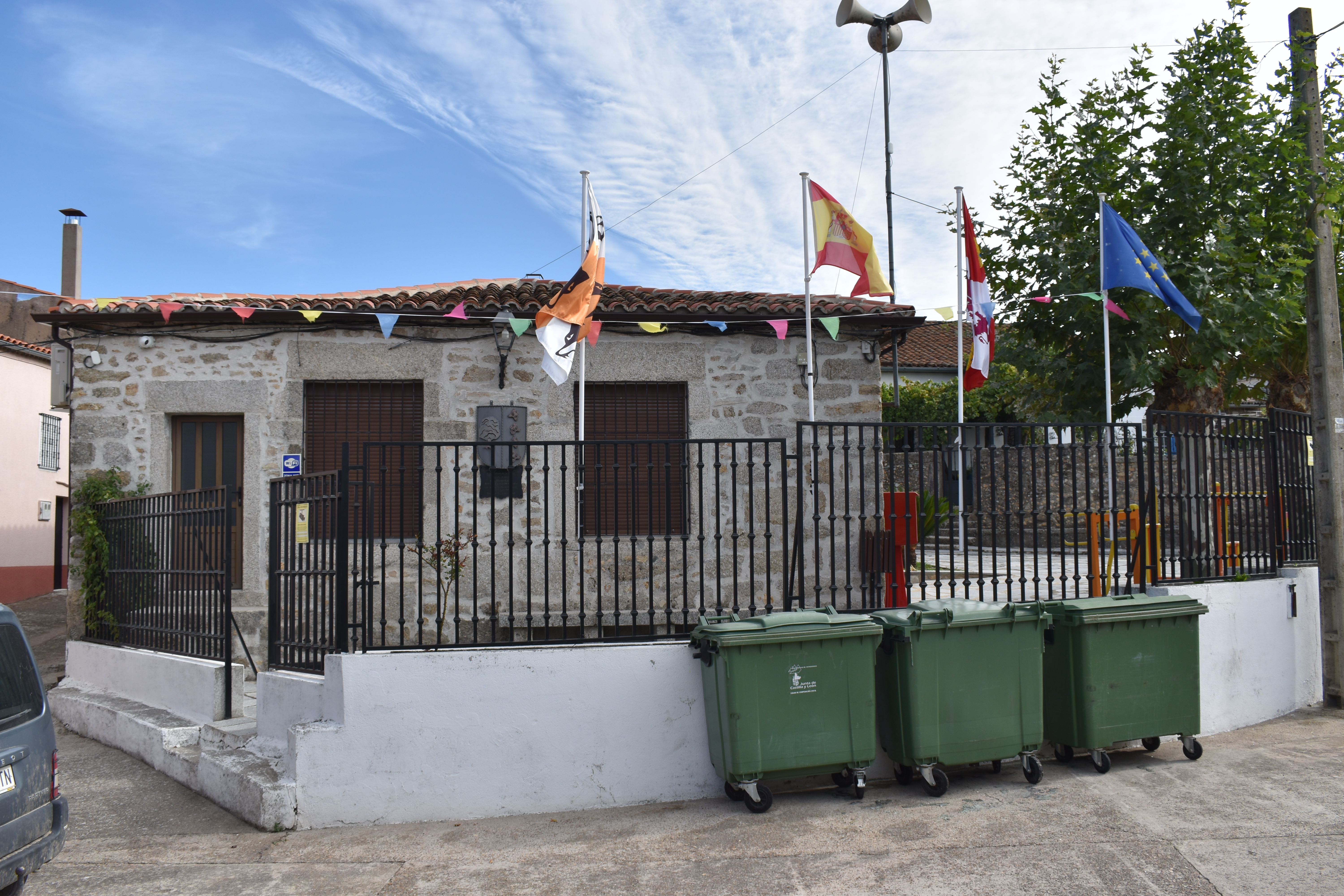
Rathaus